# یوزف اشتگر
یوزف اشتگر (انگلیسی: Josef Steger; ۱۹ مارس ۱۹۰۴ – ۱۹ دسامبر ۱۹۶۴) دوچرخه‌سوار اهل آلمان بود. وی در بازی‌های المپیک تابستانی ۱۹۲۸ شرکت کرده است.